# Завийе
Зави́йе, или Зари́йе, или Завуе, или Шехр-э-Зави́йе (перс. زاویه‎) — небольшой город на западе Ирана, в провинции Меркези. Входит в состав шахрестана  Зарандийе.

## География
Город находится в северо-восточной части Центрального остана, в горной местности, на высоте 1 234 метров над уровнем моря.
Завийе расположен на расстоянии приблизительно 160 километров к северо-востоку от Эрака, административного центра провинции и на расстоянии 70 километров к юго-западу от Тегерана, столицы страны.

## Население
По данным переписи, на 2006 год население составляло 6 141 человек; в национальном составе преобладают персы и азербайджанцы, в конфессиональном — мусульмане-шииты.